# دييغو بريتي
دييغو بريتي (بالإسبانية: Diego Peretti) (و. 1963 – م) هو ممثل، وطبيب نفسي من الأرجنتين.

## التعليم
تعلم في الكلية الوطنية في بوينس آيرس ‏.

## وصلات خارجية
- دييغو بريتي على موقع IMDb (الإنجليزية)
- دييغو بريتي على موقع قاعدة بيانات الفيلم (الإنجليزية)